# Wang Xu (zapaśniczka)
Wang Xu (chiń. 王旭; ur. 27 września 1985) – chińska zapaśniczka w stylu wolnym. Złota medalistka olimpijska z Aten 2004 w kategorii 72 kg. Trzykrotna uczestniczka mistrzostw świata. Zdobyła srebrny medal w 2002 i brązowy w 2003. Złoto na igrzyskach azjatyckich w 2006. Najlepsza na mistrzostwach Azji w 2001, trzecia w 2007. Trzecia w Pucharze Świata w 2007 roku.